# Crotalaria albicaulis
Crotalaria albicaulis är en ärtväxtart som beskrevs av Adrien René Franchet. Crotalaria albicaulis ingår i släktet sunnhampor, och familjen ärtväxter. Inga underarter finns listade i Catalogue of Life.